# Alliance patriotique pour le changement
Pour les articles homonymes, voir Alliance pour le changement.
L’Alliance patriotique pour le changement est une coalition politique de gauche, composée de huit partis politiques paraguayens.
L'Alliance, menée par Fernando Lugo, a remporté les élections d'avril 2008, mettant fin à soixante-et-un ans de gouvernement de l'Association nationale républicaine.

## Partis membres
- Parti libéral radical authentique (dont est membre Federico Franco, l'actuel président par intérim)
- Parti révolutionnaire fébrériste
- Parti de la rencontre nationale
- Partido País Solidario
- Parti démocrate chrétien
- Mouvement pour le Socialisme
- Front large
- Parti démocrate progressiste
- Parti communiste paraguayéen (soutien critique)